# Ypatingasis Būrys
Ypatingasis Būrys (Special Enhed (Vilnius) eller Special SD og tysk sikkerhedspolitienhed) (litauisk: Vokiečių Saugumo policijos ir SD ypatingasis būrys, polsk: szaulisi eller Strzelcy Ponarscy) blev oprettet i 1941 af den tyske besættelsesregering og var aktiv indtil 1944. Der er forskellige opgørelser af Ypatingasis Būrys' størrelse. Den polske historiker Czesław Michalski skriver, at specialenheden ved oprettelsen var på 50 mand mens den polsk-amerikanske sociolog Tadeusz Piotrowski anslår, at der var omkring 100 frivillige fra begyndelsen. Efter dannelsen voksede antallet iflg. Michalski til hundreder af medlemmer, mens Arūnas Bubnys slår fast, at gruppen aldrig oversteg 50 mand. Han oplyser på baggrund af arbejder af den polske historiker Helena Pasierbska, at der i perioden 1941-1944 var cirka 108 medlemmer af Ypatingasis Būrys. Sammen med tysk politi deltog Ypatingasis Būrys i Paneriai-massakren, hvor omkring 100.000 sovjetiske krigsfanger, jøder, polakker og romaer blev myrdet.

## Historie
Første gang Specialenhed (Vilnius) (litauisk: Ypatingasis būrys) nævnes, er i dokumenter dateret den 15. juli 1941. Gruppen (YB) oprettedes som politienhed efter Tysklands besættelse af Litauen. Mange meldte sig frivilligt specielt rekrutteret fra den tidligere, paramilitære, nationalistiske  organisation ”Forenede lituaiske skytter” (litauisk: Lietuvos Šaulių Sąjunga). Ypatingasis Būrys bestod først og fremmest af litauere, men ifølge den litauiske historiker Bubnys rummede den også få russere og polakker.
Enheden var en del af det tyske politi. Blandt dens første aktivister var løjtnanterne Jakubka og Butkus. Efter 23. juli 1941 var den ledende officer Jouzas Šidlauskas. Medlemmer af enheden fik udleveret sovjetiske våben, blev udstyret med hvide armbind, optrådte som vagter og eskorterede jøder fra deres lejligheder til Vilnius ghetto. I november 1941 blev løjtnant Balys Norvaiša kommandør, hans stedfortræder var løjtnant Balys Lukošius. Ypatingasis Būrys var i mellemtiden reduceret til 40-50 mand. Sidst i 1943 blev Norvaiša og Lukošius overført til en selvforsvarsbataljon, og kommandoen over YB blev overført til sergent Jonas Tumas. En del af enheden bar uniformer fra den litauiske hær indtil 1942, hvor de fik udleveret grønne Sicherheitsdienst uniformer med hagekors og kranie på deres kasketter. Medlemmerne fik også udstedt Sicherheitsdienst-identitetskort. YB var direkte underlagt tysk sikkerhedspoliti (Sicherheitsdienst). Den længst tjenstgørende overordnede var SS-eren Martin Weiss. Weiss ikke alene kommanderede henrettelsespelotonerne, men deltog personligt i drabet på ofrene. I 1943 blev Weiss erstattet af menig Fiedler.
Ypatingasis Būrys udførte de fleste henrettelser i 1941. YB myrdede i Paneriai, Nemenčinė, Naujoji Vilnia, Varėna, Jašiūnai, Eišiškės, Trakai, Semeliškės, og Švenčionys.
YB bevogtede også Gestapo-hovedkvarteret i Vilnius, fængslet på den nuværende Gedeminas prospectas og basen i Paneriai. Da tyskerne lukkede Vilnius’ klostre, bevogtede YB de beslaglagte værdier. I 1943 udførte YB færre mord end i 1941-1942, Fra december 1943 blev Paneriai bevogtet af en SS-deling, og fra 1944, ifølge den litauiske historiker Bubnys, deltog YB ikke længere i mordene i Paneriai.
Fra august 1943 blev Ypatingasis Būrys omdøbt til Enhed af den 11. bataljon i den lettiske legion. På trods af den formelle ændring stod YB stadig under Sicherheitsdiensts kommando. I 1944 blev YB flyttet til Kaunas og stationeret på det niende fort. Der bevogtede YB fængslet, hvor de dræbte 100 fanger. Efterfølgende blev YB flyttet til Stutthof, eskorterede jøder til Toruń, blev dér indtil april 1944, hvor de modtog ordre om at føre jøder til Bydgoszcz. Ypatingasis Būrys’ medlemmer flygtede fra fronten, der nærmede sig fra øst, og jødiske fanger undslap. Nogle YB-medlemmer havde held med at flygte til Tyskland, mens andre medlemmer gik under jorden, da området blev befriet af Den Røde Hær.
Ypatingasis Būrys myrdede titusinder af mennesker, mest jøder. Ti YB-medlemmer blev dømt og henrettet af de sovjetiske myndigheder i 1945 (Jonas Oželis-Kazlauskas, Juozas Macys, Stasys Ukrinas, Mikas Bogotkevičius, Povilas Vaitulionis, Jonas Dvilainis, Vladas Mandeika, Borisas Baltūsis, Juozas Augustas, Jonas Norkevičius). I alt 20 YB-medlemmer blev dømt af de polske og sovjetiske myndigheder, fire af dem i Polen i 70’erne. I 1972 arresterede polske myndigheder tre mænd, en polak (Jan Borkowski, under krigen havde han benyttet sit litauniserede navn: Jonas Barkauskas), de andre to af blandet polsk-litauisk herkomst (Władysław Butkun, kendt som Vladas Butkunas og Józef Miakisz, kendt som Juozas Mikašius) og dømte dem til døden, hvilket senere blev ændret til 20 års fængsel. Andre YB-medlemmer døde efter krigen eller bor udenlands.